# 고트하르트 베이스 터널
고트하르트 베이스 터널(독일어: Gotthard-Basistunnel, GBT), (영어: Gotthard Base Tunnel, 프랑스어: Tunnel de base du Saint-Gothard, 이탈리아어: Galleria di base del San Gottardo, 로만슈어: Tunnel da basa dal Son Gottard은 스위스 우리주의 에르스트펠트와 티치노주의 보디오를 연결하는 57.09 km의 터널로, 세계에서 가장 길고, 깊은 철도 터널이다.
1996년부터 사전 작업을 시작하여 1999년 11월 4일에 착공하였고, 2010년 10월 15일에 동쪽 터널이 관통되고 2016년 6월 1일에 전구간이 개통되었으며, 같은 해 12월 11일부터 철도 영업이 개시되었다.
이 터널은 고트하르트 축의 중심에 있으며 고트하르트 터널과 고트하르트 도로 터널에 이어 우리주와 티치노주를 연결하는 세 번째 터널을 구성한다.
GBT는 코어에 우리주 에르스트펠트와 티치노주 보디오를 연결하고, 그리종주 세드룬 아래를 통과하는 2개의 단일 트랙 터널이 있는 거대한 복합 단지로 구성된다. 이 터널은 알프스를 통한 새로운 철도 연결 프로젝트(NRLA)의 일부이며, 여기에는 더 남쪽에 있는 체네리 베이스 터널(2020년 9월 3일에 개통)과 다른 주요 남북축에 있는 뢰치베르크 베이스 터널도 포함된다. 1882년 고트하르트 대산괴를 가로질러 개통된 구불구불한 산길인 기존 고트하르트 철도 노선의 대부분을 우회하기 때문에 ‘베이스 터널’이라고 한다. GBT 개통 이전의 용량으로 운영되고 있었다. 새로운 베이스 터널은 고속철도와 대형 화물 열차가 이용할 수 있는 직통로를 구축한다.
고트하르트 베이스 터널의 주요 목적은 특히 로테르담-바젤-제노바 회랑에서 화물에 대해 알파인 장벽을 통해 지역 수송 능력을 늘리고 보다 구체적으로 화물량을 트럭에서 화물 열차로 이동하는 것이다. 이는 트럭과 관련된 치명적인 도로 충돌의 위험을 크게 줄이고 대형 트럭으로 인한 환경 피해를 줄이기 위함이었다. 터널은 티치노주와 스위스의 나머지 지역, 남북 유럽 간의 더 빠른 연결을 제공하여, 바젤/취리히 – 루가노 – 밀라노 여객 열차의 여행 시간을 1시간 단축(루체른에서 벨린초나까지 45분으로)한다.
스위스 유권자의 64%가 1992년 국민투표에서 NRLA 프로젝트를 수락한 이후 첫 번째 준비 및 탐색 작업은 1996년에 시작되었다. 공식적인 건설 시작은 1999년 11월 4일 암슈테크에서 시작되었다. 동부 터널의 시추 작업은 2010년 10월 15일 스위스 TV에서 생중계된 획기적인 행사에서 완료되었으며, 서부 터널에서는 2011년 3월 23일에 완료되었다. 터널 건설사인 알프트란짓 고트하르트 AG(AlpTransit)는 원래 2016년 12월 스위스 연방 철도에 터널을 인도할 계획이었지만 , 2014년 2월 4일 AlpTransit 홈페이지에서 850일 개통 카운트다운 달력이 시작되면서 양도일이 2016년 6월 5일로 변경되었다. 2015년 12월 현재 최종 비용은 95억 6000만 스위스 프랑이 소요되었고, 건설 중 9명이 사망했다.

## 개요
고트하르트 베이스 터널은 길이 57.09km, 터널, 샤프트 및 통로의 총 151.84km로 세계에서 가장 긴 철도 터널이다. 두 포털 사이의 측지 거리는 55.782km이다. 또한 최대 해발 549m 의 알프스 또는 기타 주요 산맥을 통과하는 최초의 평평한 경로이며, 베른에 해당한다. 세계에서 가장 깊은 철도 터널로 최대 깊이가 2,450m로 지구에서 가장 깊은 광산과 비슷하다. 환기가 없으면 산 내부의 온도는 46°C에 이른다.
고트하르트 고개 아래를 통과하는 다른 두 터널과 마찬가지로 고트하르트 베이스 터널은 고트하르트 대산괴를 가로질러 두 개의 알파인 계곡을 연결한다.
- 로이스강이 흐르는 우리주의 로이스 계곡
- 티치노강이 흐르는 티치노주의 가장 큰 계곡인 레벤티나 계곡

대부분의 다른 터널과 달리 고트하르트 베이스 터널은 몇 개의 별개의 산악 대산괴 아래를 통과한다. 그중 두 개는 알프스 산맥의 주요 하위 산맥인 글라루스 알프스와 포더라인강 계곡의 고트하르트 대산괴이다. 그들 사이의 그라우뷘덴주 수르셀바 계곡이 있다. 터널은 크뤼츨리슈토크 (2,709m) 및 피츠 바트기라 (2,983m, 루크마니에 고개 근처) 아래에서 2,000m 이상이 두 산맥 아래를 통과한다. 우리주와 티치노의 주는 각각 스위스의 독일어와 이탈리아어를 사용하는 지역의 일부이고, 수르셀바는 주로 로만슈어를 사용한다.
알프스는 유럽의 기후, 특히 스위스의 기후에 큰 영향을 미치며, 티치노주 건축가 마리오 보타가 설명한 GBT의 각 끝에는 실질적으로 다른 기상 조건이 있을 수 있다. 바다는 대륙 바다, 중부 육지의 바다, 바다에서 멀리 떨어진 유럽의 바다와 같지 않다. 평균적으로 남쪽은 북쪽보다 온도가 3°C가량 높지만, 어떤 날에는 온도 차이가 10°C를 훨씬 넘는 날도 있다.
북쪽 포털은 로이스강 동쪽의 460m 고도에 있는 에르스트펠트 지자체의 북쪽에 있다. 그곳에서 터널은 벨메텐과 클리 빈트겔렌의 서쪽 경사면을 관통하여(미미하지만) 마더라너탈의 개울인 체르슈텔렌바흐 계곡 아래를 통과한다. 거기에서 터널은 비텐알프슈토크 아래에 있는 에츨리의 작은 계곡과 평행하게 이어진다. 로이스강과 포더라인강 사이의 분수령인 글라루스 알프스의 주요 마루는 이 지점에서 약 2,700m의 표고를 가진 능선 크뤼츨리슈토크 아래에서 교차한다. 능선과 경계에서 터널은 세드룬과 포더라인강 아래를 지나기 전에 슈트렘강의 작은 계곡(발슈트렘)과 평행하게 이어진다. 계곡의 바닥에서 터널은 날프스 계곡(Rein da Nalps)을 향해 진행하고, 날프스 호수의 동쪽을 지나 바트기라봉(2,981m)의 서쪽 정상 아래 가나레취 산맥을 건너기 전에. 이곳은 터널의 가장 깊은 지점이며 그 위에 2,450m의 암석층이 있다. 그런 다음 터널은 메델 계곡(Val Medel)과 존트카 마리아 호수 서쪽을 통과한다. 몇 킬로미터 후에 터널은 피초 델 우오모(2,525m) 바로 북쪽에 있는 포더라인강과 티치노강 사이의 분수령을 가로지른다. 이 지점은 알프스의 주요 산맥에 해당하며, 라인강과 포강 사이의 주요 배수구이다. 몇 킬로미터 동안 터널은 산타 마리아 계곡에 있는 브레노의 두 서쪽 지류 아래를 지나 마지막 산맥인 프레델프 고개 서쪽 (약 2,500m)과 파이도 동쪽을 가로지른다. 그리고 나서 티치노강의 큰 계곡인 레벤티나 계곡의 동쪽 경사면을 따라 남쪽으로 약 18km 떨어진 해발 312m 보디오(비아스카 직전 3km 지점)에 이른다. 거기서 브레노는 티치노강과 합류한다.
포털에 가장 가까운 기차역은 알트도르프와 비아스카이다. 기준선(2016/17 기준)에서 정기적으로 운행되는 최초의 기차역은 루체른과 취리히로 연결되는 철도 노드인 아트-골다우(슈비츠) 및 연결이 있는 벨린초나("티치노의 문")이다. 로카르노, 루이노 및 루가노까지(체네리 철도 터널을 통해)). 아트-골다우에서 벨린초나까지의 여행은 1시간이 채 걸리지 않다. 알트도르프역은 2021년까지 개통될 예정이다. 비아스카역을 활용한다는 논의도 있다. 알트도르프와 비아스카 사이의 이동 시간은 25분 미만이다.
GBT 복합단지 접근
- 에르스트펠트, 북포털, 해발 460 m
- 암슈테크 포털(유지관리 접근), 해발 507m
- 세드룬 포털 (유지관리 접근, 포더라인강 위의 다리), 해발 1,334 m
- 파이도 포털 (유지관리 접근), 해발 757 m
- 바이스카, 남쪽 포털, 해발 312m

## 역사

### 배경

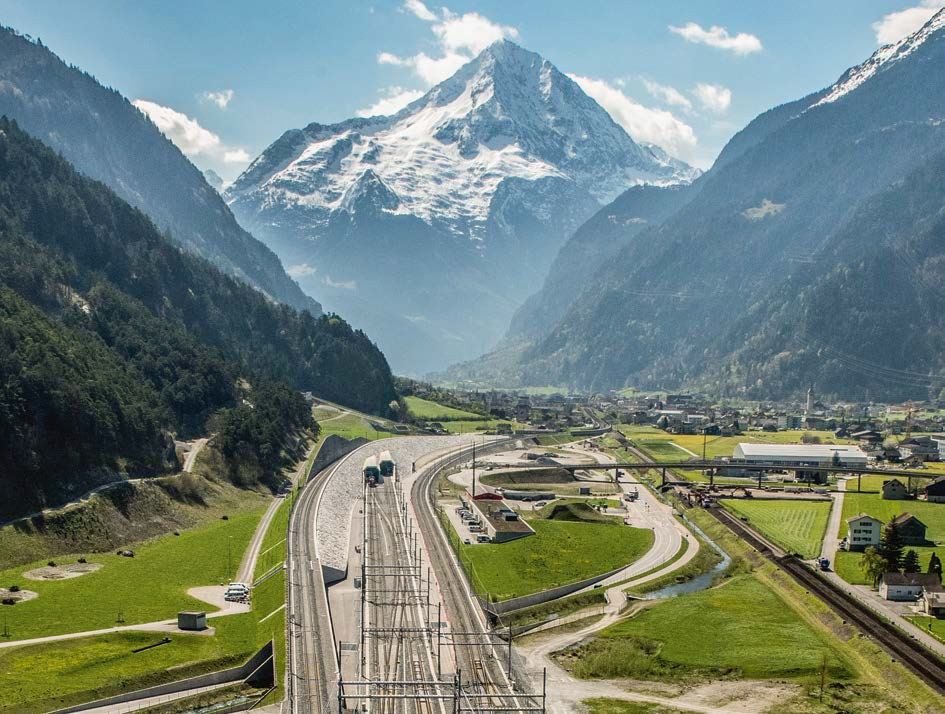
북쪽 포털에서 본 로이스강 계곡과 브리스텐 봉우리. 고트하르트(도로와 철도)의 역사적인 노선은 브리스텐 서쪽에 흐르는 로이스강을 따라간다.

13세기 이래로, 해발 2,106m의 고트하르트 고개는 북부에서 남부 유럽까지 중요한 무역로였다. 접근 경로의 통제는 구스위스 연방의 탄생으로 이어졌다. 고트하르트 고개는 루체른 호수와 마조레 호수 중간에 위치해 있다. 그것은 항해 가능한 라인강과 포강 사이의 가장 짧은 연결 통로였다. 현대 교통수단 이전에는 고개의 횡단에 며칠이 걸렸고, 겨울에는 눈이 내렸다.
현재 알프스를 통과하는 가장 중요한 다른 루트(예 : 심플론, 산베르나르디노 고개, 브레너, 몽스니)와 비교할 때, 즉 1830년에 최초의 고트하르트 고개 도로가 수세기 동안 고갯길을 사용한 후에 설립되었다. 1842년부터 열 개의 좌석을 가진 다섯 마리의 말에 의해 그려진 무대코치인 〈고트하르트 포스트〉(Gotthard Post)의 일일 코스는 코모에서 플뤼엘렌까지 약 23시간이 걸렸다. 그것은 1921년까지 지속되었다.
1882년, 고트하르트 철도 터널이 개통되면서 알트도르프와 비아스카 사이의 이동 시간은 단 몇 시간으로 극적으로 단축되었지만, 종종 비아스카와 같은 대형 핀 데 시클 호텔에서 하룻밤 숙박이 동반되었다. 그 당시에는 여전히 모험이었고, 부자에게만 저렴했다. 1922년 철도 노선의 전철화로 인해 이동 시간이 훨씬 단축되었다. 증기 기관차의 물 보일러를 다시 채울 필요가 없었다. 또한 전기 엔진의 기술적 이점과 향후 기술 개선이 있었다.
1924년부터 철도 터널을 통과하는 열차의 자동차 운송이 시작되었다. 괴세넨과 아이롤로 사이의 도로는 특히 쇨레넨 협곡과 트레몰라를 둘러싸고 있는 고개 정상을 통과하여 무수한 지그재그 회전과 뱀 곡선을 가지고 있었으며, 고도가 1,000m로 떨어졌다. 그것은 자동차에 큰 도전을 제기했다. 1953년부터 고개 도로는 고트하르트 루트를 따라 여러 구간에서 순차적으로 개선되고, 확장되었으며, 마침내 1977년에 트레몰라를 완전히 우회하는 고속도로가 개통되면서 끝났다. 그러나 겨울에는 눈 때문에 자동차가 기차로 고트하르트를 건널 수 있었다.
1980년 고트하르트 도로 터널이 개통되고 우리주의 로이스 계곡을 통과하는 A2 고속도로의 북부 지역(철도와 가까운 곳)이 완공됨에 따라 환승 시간이 더욱 크게 단축되었으며, 1980년에는 많은 추가 터널(바젤에서 고트하르트 도로 터널로 이어짐)이 추가되었다. 1986년 레벤티나 계곡의 A2 고속도로가 완공되면서 아이롤로에서 벨린초나로 이어지는 주요 계곡, 1983년 벨린초나와 루가노 사이의 몬테 체네리가 무너지면서 마침내 바젤의 스위스 북부 국경에서 키아소의 남쪽 국경까지 이어지는 연속 고속도로가 건설되었고, 독일 북부 함부르크에서 이탈리아 남부 시칠리까지 가장 짧은 고속도로 노선이 건설되어 철도 노선의 경쟁력을 떨어뜨렸다. 틸팅 열차, 특히 ICN을 사용하여 철도 노선에서 승객 속도도 증가했지만, 최대 속도는 현대 직선 고속 노선보다 훨씬 느리다. 현대 고속도로와 역사적인 철도 모두 무거운 암석과 눈사태 보호 장비에 의존하며, 겨울에는 혹독한 기상 조건에 노출된다.
1980년 자동차 터널이 개통된 후 교통량이 열 배 이상 증가했다. 기존 터널은 2013년까지 수용 가능했다. 두 번째 터널은 국민 투표에 따라 첫 번째 터널 옆에 건설될 것이다. 건설은 2021년에 시작되어 2027년에 완공될 예정이다.

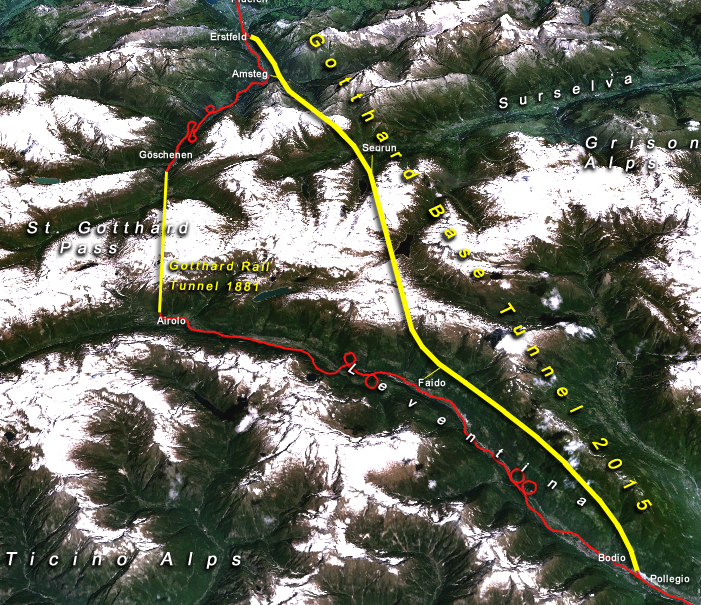
둘 다 노란색으로 표시된 고트하르트 터널(1882)과 고트하르트 베이스 터널(2016)의 상대적인 위치와 크기. 노천 레일은 빨간색으로 표시

1947년 초에 엔지니어 에두아르트 그루너는 스위스 알프스를 통과하는 더 빠르고 평평한 통로를 제공하기 위해 암슈테그에서 비아스카까지 철도와 도로를 모두 정차하는 두 층짜리 베이스 터널을 상상했다. 그루너의 아이디어와 마찬가지로, GBT는 고트하르트 대산괴를 통해 오래된 터널 아래 약 600m를 자른다. 역사적인 선로에서 고트하르트 철도는 두 대의 기관차를 사용할 때 최대 1,300톤 또는 기차 끝에 추가 은행 엔진이 있는 최대 1,500톤까지만 열차를 운행하므로 좁은 산악 계곡을 통과하고 나선형 터널을 통과할 수 있다. 해발 1,151m의 높이에서 오래된 터널의 포털까지 올라간다. GBT가 정식 운행 중이기 때문에 최대 3,600톤의 표준화물 열차는 이 자연 장벽을 통과할 수 있다.
국제 트럭 교통량이 계속 증가함에 따라 스위스 유권자들은 NRLA 제안을 수락함으로써 1992년 9월 교통 정책의 변화를 선택했다. 두 번째 법률인 1994년 2월 알파인 보호법은 트럭 운송에서 기차 운송으로 가능한 한 많은 톤수를 이동하도록 규정하고 있다.
두 법의 목표는 트럭, 트레일러와 화물 컨테이너를 스위스를 통해, 바젤에서 키아소까지, 그리고 철도로 운송하여 과도하게 사용되는 도로를 완화하는 것이며, 특히 복합운송과 롤링 고속도로(전체 트럭이 운송되는 곳)를 사용하여 고트하르트의 도로를 완화하는 것이다. GBT는 두 법률의 요구 사항에 실질적으로 기여하며, 라인강 회랑을 통해 북해 (특히 로테르담) 항구에서 지중해 (특히 제노바)의 항구까지 직접 평평한 경로를 가능하게 한다.
기술적인 최대 속도는 GBT를 통해 250km/h이지만, 생태학적 및 경제적 이유로 최대 승인 속도는 230km/h로 감소했으며, 여객 열차의 작동 속도는 화물교통을 수용하기 위해 200km/h로 제한되며, 지연시 최대 230km/h까지 가속할 수 있다. GBT가 개통되었을 때 알파인 횡단 열차 여행의 이동 시간은 약 40분, 인접한 치머베르크와 체네리 베이스 터널이 완공되면서 한 시간으로 단축되었다. 이것은 특히 알프스와 고트하르트에 의해 다른 나라와 분리된 티치노의 고립 된 지역에서 혁명으로 간주된다. 벨린초나와 루가노의 두 역(각각 "티치노 문"와 "티치노 테라스")은 GBT의 개장을 위해 완전히 개조되었다.
2016년 현재 고트하르트 베이스 터널은 세계에서 가장 긴 철도 터널이다. 고트하르트 터널 (15km, 1882)과 심플론 터널 (19.8km, 1905)에 이어 세 번째로 이 타이틀을 가진 스위스 터널이다. 그것은 고트하르트 터널과 고트하르트 도로 터널 다음으로 고트하르트 고개 아래에 건설된 세 번째 터널이다.

### 건설
알프트란짓 고트하르트 AG는 건설을 담당했다. 스위스 연방 철도의 완전 소유 자회사이다.
건설 시간을 절반으로 줄이기 위해 네 개의 접근 터널이 건설되어 에르스트펠트, 암슈테크, 세드룬 및 파이도의 네 가지 다른 사이트에서 동시에 건설을 시작할 수 있었다. 보디오의 다섯 번째 작품이 나중에 추가되었다. 두 터널은 갤러리를 연결하여 약 325m마다 결합된다. 기차는 세드룬과 파이도의 두 다기능 역의 터널 사이를 이동할 수 있다. 이 역은 환기 장비와 기술 인프라를 갖추고 있으며, 비상 정지와 대피 경로 역할을 한다.
세드룬역 부지에 대한 접근은 세드룬 근처의 계곡 바닥에서 1km 길이의 수평 접근 터널을 통해 이루어진다. 접근 터널의 끝에서 두 개의 수직 샤프트가 800m를 베이스 터널 레벨까지 리드했다. 이 부지에 포르타 알피니(로만슈어로 고산문이라는 의미)라고 불리는 기능하는 기차역을 건설하기 위한 제안이 평가되었지만, 프로젝트는 2007년에 보류되었고, 2012년 연방 당국에 의해 비경제적이라고 결정적으로 취소되었다.
동쪽 튜브는 2010년 10월 15일 14:17 + 02:00에 마지막 돌파를 성공했다. 서쪽 튜브의 마지막 돌파는 2011년 3월 23일 12시 20분에 이루어졌다.
2013년 8월 30일, 터널은 보디오에서 에르스트펠트까지 6시간 만에 처음으로 디젤 열차, 버스 및 도보로 완전히 횡단했다.
2013년 12월 16일, 운영 시험 단계는 파이도와 보디오 사이의 서쪽 튜브의 남쪽 부분에서 13km 구간에서 시작되었다. 그 목적은 인프라와 보조 시스템을 테스트하는 것이었다.
2014년 10월 31일, 철도 트랙 설치가 완료되었다. 트랙의 마지막 부분에 금색 침목이 이 진행의 이정표를 표시하기 위해 이벤트 중에 설치되었다.
2015년 10월 1일, 연방 교통국의 허가에 따라 GBT의 전체 길이에 대한 첫 번째 테스트가 수행되었으며, 꾸준히 속도가 빨라졌다. 11월 8일, 열차는 최고 속도 275km/h에 도달했다.

### 작업할당
계약은 다음 구간에 분할되어 체결되었다.

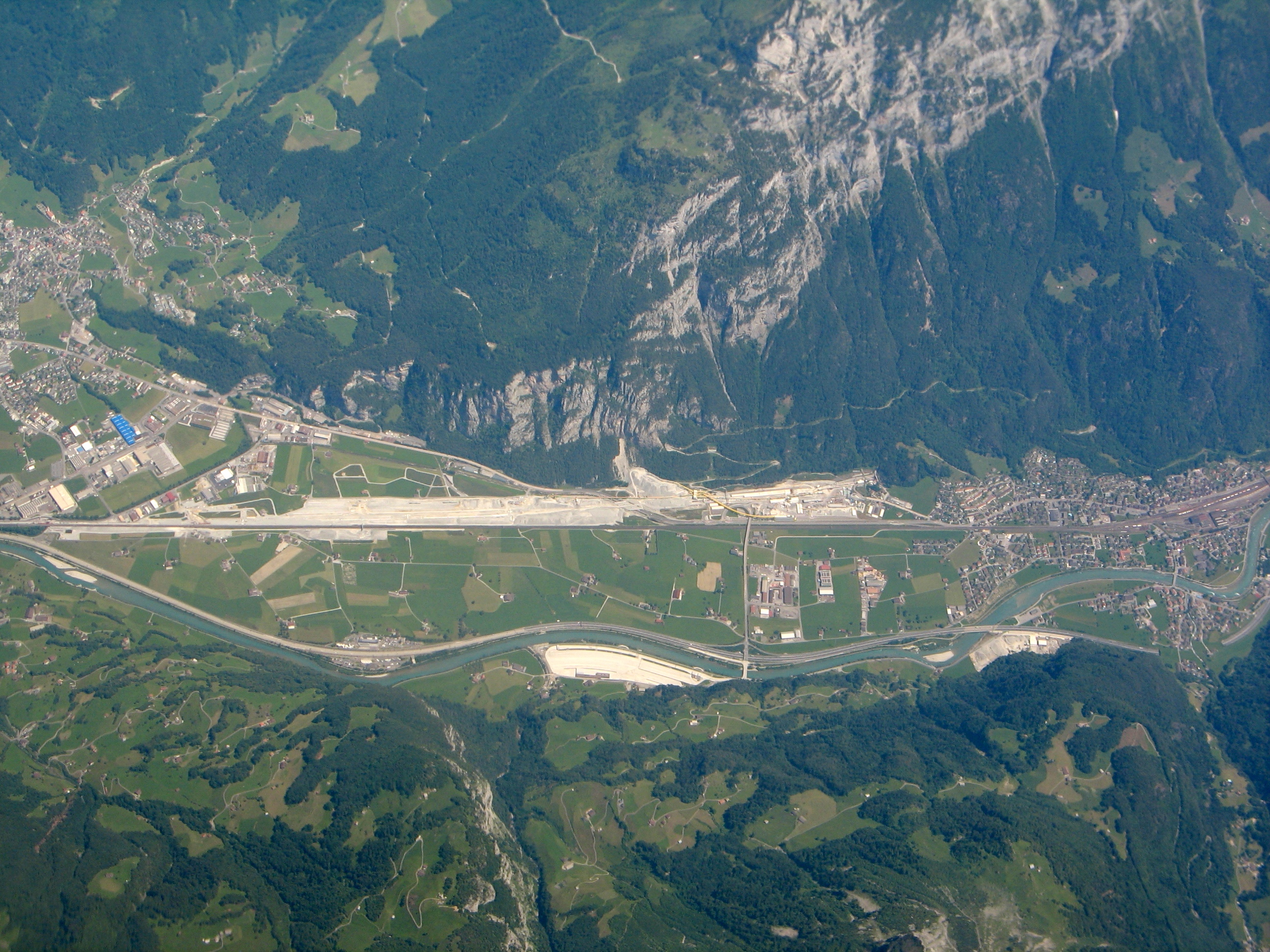
에르스트텔트 구역(북 포털)의 공중뷰, 2009년

- 에르스트펠트(에르스트펠트에서 암슈테크까지의 7.7km 구간), 두 개의 터널 보링 머신 (TBM)이 두 개의 튜브를 시추했다. 에르스트펠트와 암슈테크 사이의 동관 돌파는 2009년 6월 15일에 이루어졌다. 포털 지역은 표면 채굴되었다.
- 암슈테크(암슈테크에서 세드룬 북쪽까지의 11.3km 구간), ARGE AGN(슈트라바크 및 취블린 무어러)은 이 부문의 작업 계약을 체결했다.[20] 2009년 12월 9일, 암슈테크 구간은 피팅을 위해 공식적으로 소유자에게 전달되었으며[21], 토목 공학, 건설, 콘크리트 및 라이닝 작업이 2010년 초에 완료되었다.[22]
- 세드룬(세드룬의 바로 북쪽과 남쪽 구간에 있는 8.6km 동쪽 튜브 및 8.7km 서쪽 튜브)과 트란스코(빌핑거 SE, 임플레니아, 프루티거 및 임프레사 피차로티)가 수행한 작업. 서쪽 튜브의 최종 돌파는 2011년 3월에 발생했다. 암슈테크에서 세드룬 복합역(북쪽)까지의 북쪽 방향 튜브는 공사 일정에 명시된 날짜인 2011년 9월 15일 철도 시스템 계약자 트란스텍 고트하르트에게 인계되었다.[23]
- 파이도(13.4km 동쪽 튜브 및 13.6km 서쪽 튜브)는 TAT 컨소시엄(알피네 마이레더 바우, CSC 임프레사 건설, 호르티프와 임플레니아 및 임프레길로)과 함께 세드룬 남쪽에서 파이도까지의 구간에 있다.[24]
- 보디오 (15.9km 동쪽 튜브 및 15.6km 서쪽 튜브, 파이도에서 보디오까지의 구간), 콘소치오 TAT(알피네 마이레더 바우, CSC 임프레사, 콘스트루치오니, 호히티프, 임플레니아 및 임프레길로)가 작업을 수행했다.[24] 2010년 초에 토목공사, 콘크리트 및 라이닝 공사가 완료되었다.[22]

### 건설 중 사망
아홉 명의 노동자가 건설 중에 목숨을 잃었다. 한 사람은 암슈테크 구간에서, 두 명은 세드룬 구간에서, 세 명은 최남단 파이도와 보디오 구역에 있다.
| 날짜             | 국적         | 내용                           |
| ---------------- | ------------ | ------------------------------ |
| 2000년 6월 8일   | 독일         | 700m에서 떨어진 보링 바에 타격 |
| 2002년 3월 12일  | 남아공       | 발굴 물질에 의해 매장          |
| 2003년 4월 3일   | 독일         | 낙석으로 사망                  |
| 2003년 9월 11일  | 오스트리아   | 넘어지는 케이블 드럼에 짓눌림  |
| 2005년 1월 21일  | 이탈리아 (1) | 광산 열차 충돌사고             |
| 2006년 11월 23일 | 독일         | 광산열차에 짓눌림              |
| 2010년 6월 24일  | 독일         | 검사 차량에 치임               |
| 2012년 7월 16일  | 이탈리아     | 비계에서 떨어짐                |

### 개통식과 시운전

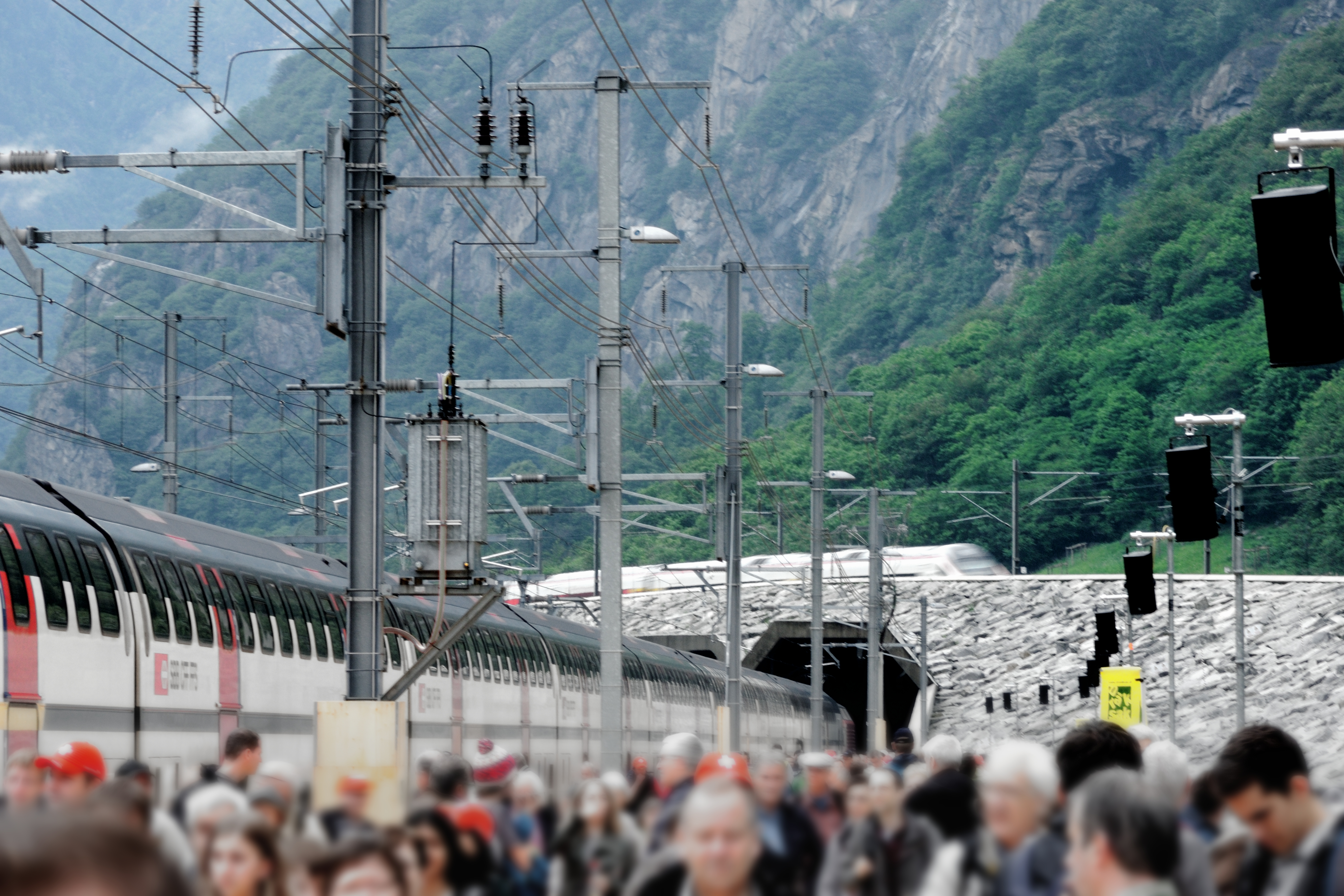
대중들이 처음으로 알프스 아래를 고속으로 여행할 수 있게 된 개통식 풍경. 에르스트펠트와 보디오에서 열린 전시회들 사이를 빠르게 이동했다.

2016년에는 고트하르트 주변에서 축제와 특별 전시회를 포함한 여러 행사가 열렸으며, 6월 초에 〈고트하르트 2016〉(Gottardo 2016)이라고 불리는 취임식에서 정점을 찍었다. 공공 기관들이 축하 행사에 참여했다: 스위스 포스트는 고트하르트 베이스 터널을 기념하는 특별 우표를 발행했고, 스위스민트는 개통에 헌정된 금화와 은화를 발행했다.
취임 하루 전인 2016년 5월 31일, 건설 중 사망한 아홉 명은 에르스트펠트의 북쪽 포털에서 로마 카톨릭 대리 장군, 우리복음주의 스위스 개혁 교회의 대리자, 유대인 랍비, 무슬림 이맘이 이끄는 기념식에서 추모되었다. 독일에서 온 4인, 이탈리아에서 온 3인, 남아프리카와 오스트리아에서 각각 1명 씩, 이름이 적힌 청동 기념 현수막이 알프트란짓 고트하르트 AG의 대표 렌초 시모니에 의해 공개되었다. 광부들의 수호자인 성 바바라의 카톨릭 예배당이 터널 안에 기념관으로 서 있다.

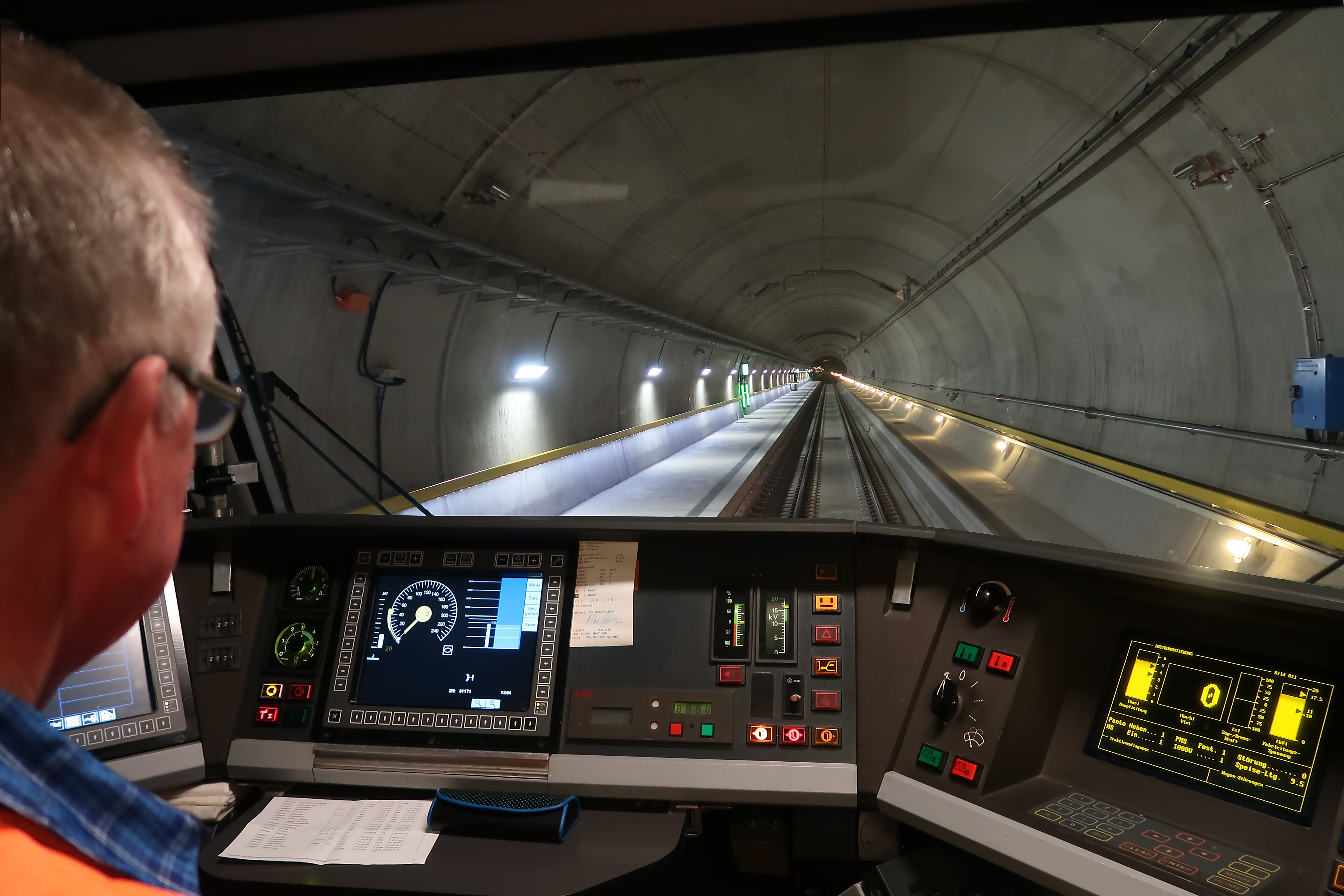
고타르디노 차량 운전석에서 본 세드룬 다기능역

터널은 2016년 6월 1일에 공식적으로 개통되었다. 에르스트펠트의 북쪽 입구에서, 요한 슈나이더-암만 연방 의장은 “스위스를 위한 거대한 발걸음이지만, 우리 이웃과 나머지 대륙을 위한 거대한 발걸음”에 대해 말했고, 라이브 릴레이는 보디오의 남쪽 입구에서 도리스 루타드 교통부 장관이 한 연설을 실었다. 첫 번째 여행에는 추첨으로 티켓을 받은 수백 명의 스위스 시민들이 모여들었고, 에르스트펠드의 연방의회, 이웃 국가의 국가 및 정부 수반 및 유럽 국가의 교통 장관을 포함한 에르스트펠트의 모인 손님들은 폴커 헤세의 사크레 델 고타도(Sacre del Gottardo)에 참석하여 600명의 댄서, 곡예사, 가수와 음악가들이 고트하르트 주변의 알파인 문화와 신화를 축하했다. 그 다음 주말에는 10만 명 이상의 방문객이 참석한 인기 있는 축제와 특별 전시회가 열렸다.
2016년 8월 2일부터 11월 27일까지 스위스 연방 철도는 대중에게 공개된 “고트하르디노(Gottardino)”라는 터널을 통해 특별 열차 서비스를 운영했다. 열차는 플뤼엘렌역에서 비아스카역까지 매일 한 번 운행되었다.  열차는 터널 내부에서 정차하여 승객들이 일반적으로 비상사태에만 사용되는 세드룬의 지하 다기능 역 내부의 전시장을 방문할 수 있게 했다.

### 정기 운행
2016년 동안, GBT는 12월 11일 정규 일정에 통합되기 전에 광범위하게 테스트를 실행했다. 12월 5일, 스위스 연방 철도는 연방 교통국으로부터 새로운 기준선을 사용할 수 있는 허가를 받았다. 기본 터널은 인터시티 열차(ICN)와 유로시티 열차(EC)에 사용되지만, 정상 회담 노선은 지역 열차에 계속 사용되고 있다. 2019년부터 고트하르트 축은 고속 열차이자 SBB 차량의 미래 플래그쉽인슈타들러 EC250 (기루노)로 운행될 예정이다.
암슈테크 포털에서 가이드 투어는 고트하르트 베이스 터널 단지 내에서 이뤄진다. 창너머로 방문객들은 터널에서 달리는 열차를 볼 수 있다.

## 정치

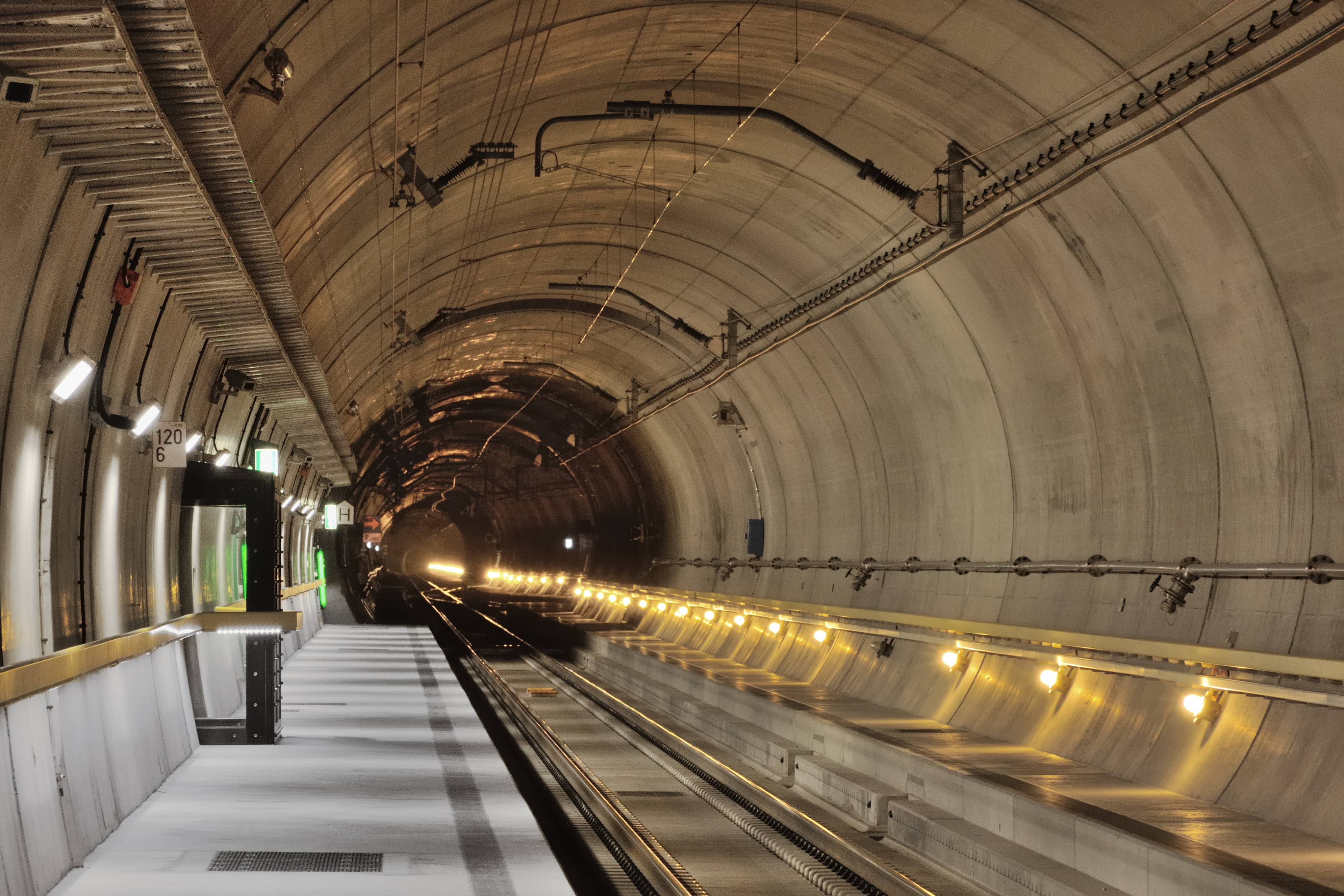
세드룬에서 접근하는 경우 터널 중간에 있는 포르타 알피나역에 운행하기로 예정되어 있었지만, 그 프로젝트는 비용 문제로 폐기되었다.

NRLA의 중심으로서 GBT의 실현은 스위스의 직접 민주주의의 원형 사례이기도 했다. 이 메가 프로젝트를 성취하기 위해 정치 기관들도 많은 의회 회의와 다음을 포함한 몇 가지 주요 대중 투표를 극복해야 했다.
- 1992년 9월 27일, NRLA 제안(의무 국민투표): 연방의회의 최종 제안은 63.6%의 찬성표로 받아들여졌다(1+2/2 주(州)에 의해 감소, 투표율 45.9%)[42][43]
- 1994년 2월 20일, 알프스 계획 (연방 대중 이니셔티브): 교통의 부정적인 영향으로부터 알파인 환경을 보호하려는 목표를 가진 몇몇 민간인에 의해 시작됨.[44] 51.9%의 찬성 투표(7개 주, 투표율 41% 감소)가 찬성했다.[45][46] 이 계획은 1992년 2월 12일부터 연방의회가 어떠한 반대 제안도 없이[46][47] 계획을 거부하라는 권고에도 불구하고 받아들여졌다. 그리고 1993년 6월 18일부터 의회의 권고(두 챔버 모두)에도 불구하고 계획을 거절하였다.[46][48]
- 1998년 11월 29일, 대중교통 기금 (필수 국민 투표) : 여러 대중 교통 프로젝트에 대한 CHF 300억의 총예산이 63.5%의 찬성 투표로 받아들여졌다 (1 + 3 / 2 주, 투표율 38.3 % 감소). "NRLA는 CHF 13.6억을 수령해야 한다"[49][50]
- 2000년 5월 21일, 양자 간 EU 협정 / 40톤 트럭 / 교통 체증료 (선택 국민투표): EU와의 여러 양자 협정의 전체 패키지의 일환으로 스위스는 또한 67.2%의 찬성표를 받아들였다. (2개 주, 투표율 48.3%)에 의해 트럭에 대한 상한선이 28톤에서 40톤으로 변경되었다. 그러나 동시에 EU는 NRLA에 자금을 조달하는 데 사용될 새로운 교통 체증료에 동의했다.[51][52]
- 2003년 12월 17일, 체네리 베이스 터널(의회 회의): 체네리 베이스 터널의 논쟁적인 자금은 마침내 의회의 승인에 의해서만 통과되었다. 선택적 국민투표 가능성은 어떤 정치 단체나 대중에 의해서도 제기되지 않았다. 당시 담당 교통부 장관이었던 모리츠 뤼엔베르거 연방의회는 "이것이 철도(고트하르트 축)를 바젤과 키아소 사이의 평평한 선으로 만드는 유일한 방법"이라고 말했다.[53]

## 공사 개요
- 단일 트랙 튜브 직경: 8.83–9.58 m[7]
- 교차 통로 튜브 사이의 거리: 약 325 m[7]
- 교차 통로 튜브 수: 178개[7][18]
- 최대 암석 오버레이: 2,450 m (바트기라봉에서)[7]
- 공사 개시 : 1993 (사운딩 드릴), 1996 (준비), 1999년 11월 4일 (공식 시작, 첫 번째 폭파), 2003 (기계 굴착)
- 돌파: 2010년 10월 15일 (동쪽 튜브), 2011년 3월 23일 (서쪽 튜브)[7]
- 시운전: 2016년 5월
- 개통식/개장: 2016년 6월 1일 (17년 소요)
- 일일 여객 서비스 시작: 2016년 12월 11일 (대중교통 시간표#스위스 참조)[54]
- 총비용 : 120억 스위스 프랑(2016년 6월 기준 약 14조 4000억원)[55]
- 소요 시간: 여객 열차 – 20분[18]
- 채굴 암석량 : 28,200,000톤 (31,100,000 단톤; 27,800,000 장톤), 13,300,000㎥[7][56], 기자 피라미드의 5개 분량에 해당한다.
- 터널 천공기계 수(TBM): 네 개의 헤렌크네히트 그리퍼 TBMs. 기계 번호 S-210과 S-211은 보디오에서 파이도 및 세드룬까지 북쪽으로 운행되었으며, 각각 공주님(Sissi)와 하이디(Heidi)라는 별명을 붙였다. 기계 S-229와 S-230은 에르스트펠트에서 세드룬까지 남쪽으로 작동했으며, 가비 I 및 가비 II로 알려졌다.
  - 총 길이: 440m(백업 장비 포함)
  - 총 중량: 3,000 t (3,300 짧은 톤; 3,000 장톤)
  - 전력 : 5MW
  - 일일 최대 채굴 거리 : 25-30m (우수한 암석 조건에서)
  - TBM 총 굴착 길이 : 약 45km (각 튜브용)
  - 제조사: 독일 슈바나우에 있는 헤렌크네히트

2016년 6월 1일, GBT가 개통하기 전 세계에서 가장 긴 철도 터널은 길이 53.9㎞의 일본 세이칸터널이었다.(해저, 지하철 터널 제외) 세이칸터널은 혼슈 북단인 아오모리에서 홋카이도 하코다테까지 연결하는 철도 터널이었다. 3위로 밀려난 유로터널은 1994년 도버해협을 육로로 연결하기 위해 영국의 포크스턴과 프랑스의 칼레 사이에 건설된 길이는 50.5㎞ 해저터널이다. 길이 50.3km의 대한민국의 율현터널도 5위에 이름을 올렸다.

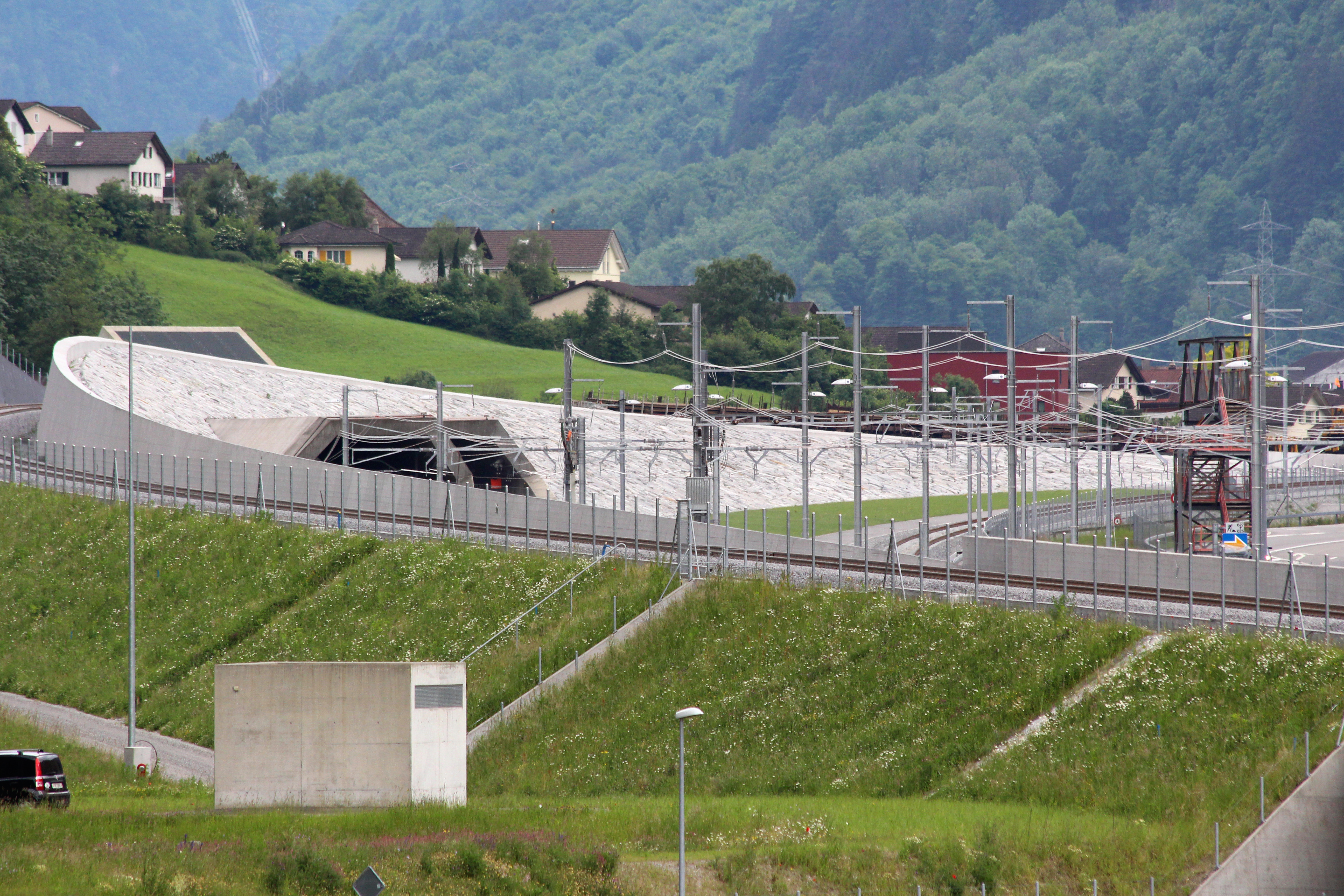
포털을 풍경에 통합
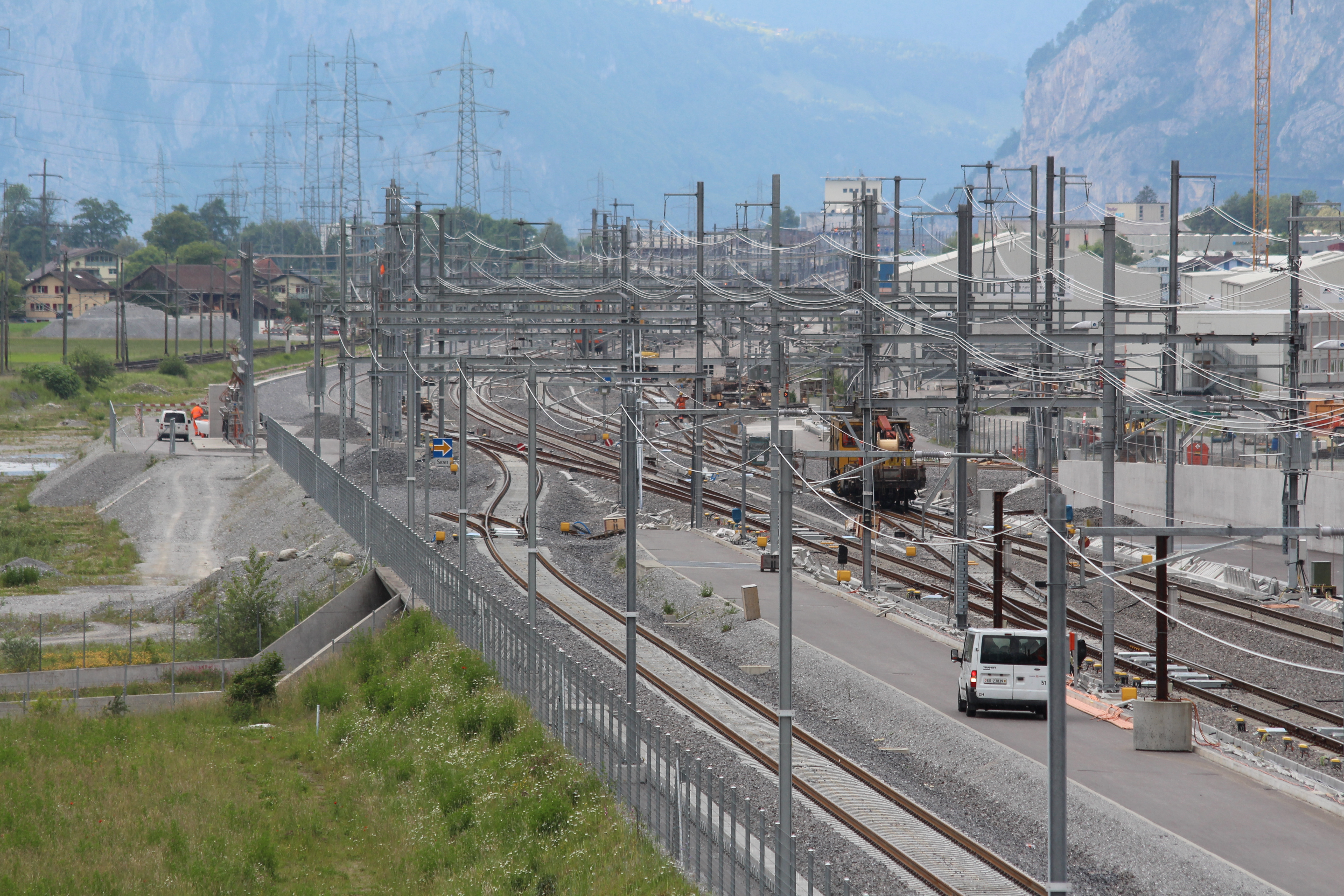
리네히트에서 북쪽 포털로 본 새로운 4 km 야외 구간
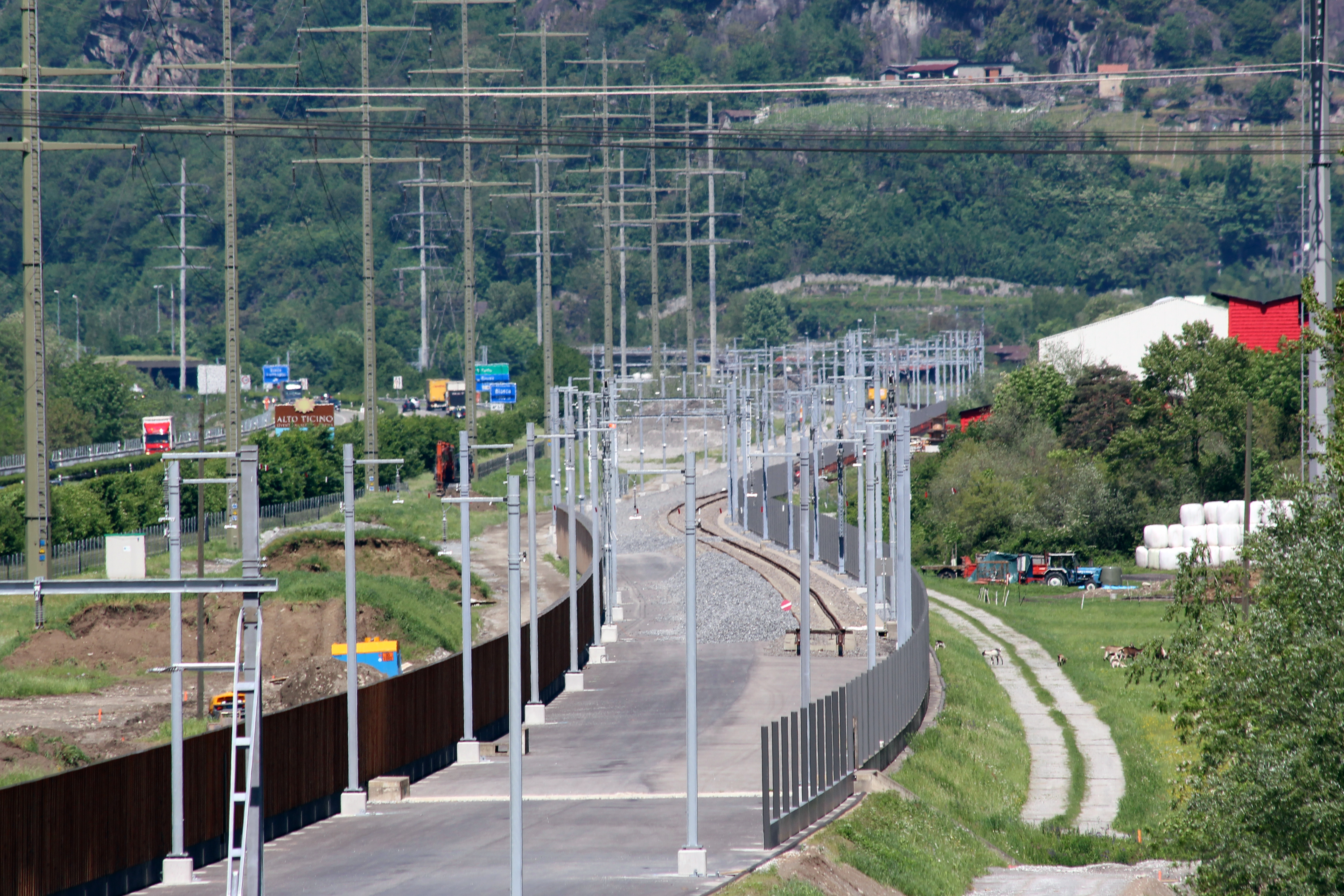
주스티치아에서 남쪽 포털로 본 새로운 7 km 야외 구간의 출발점
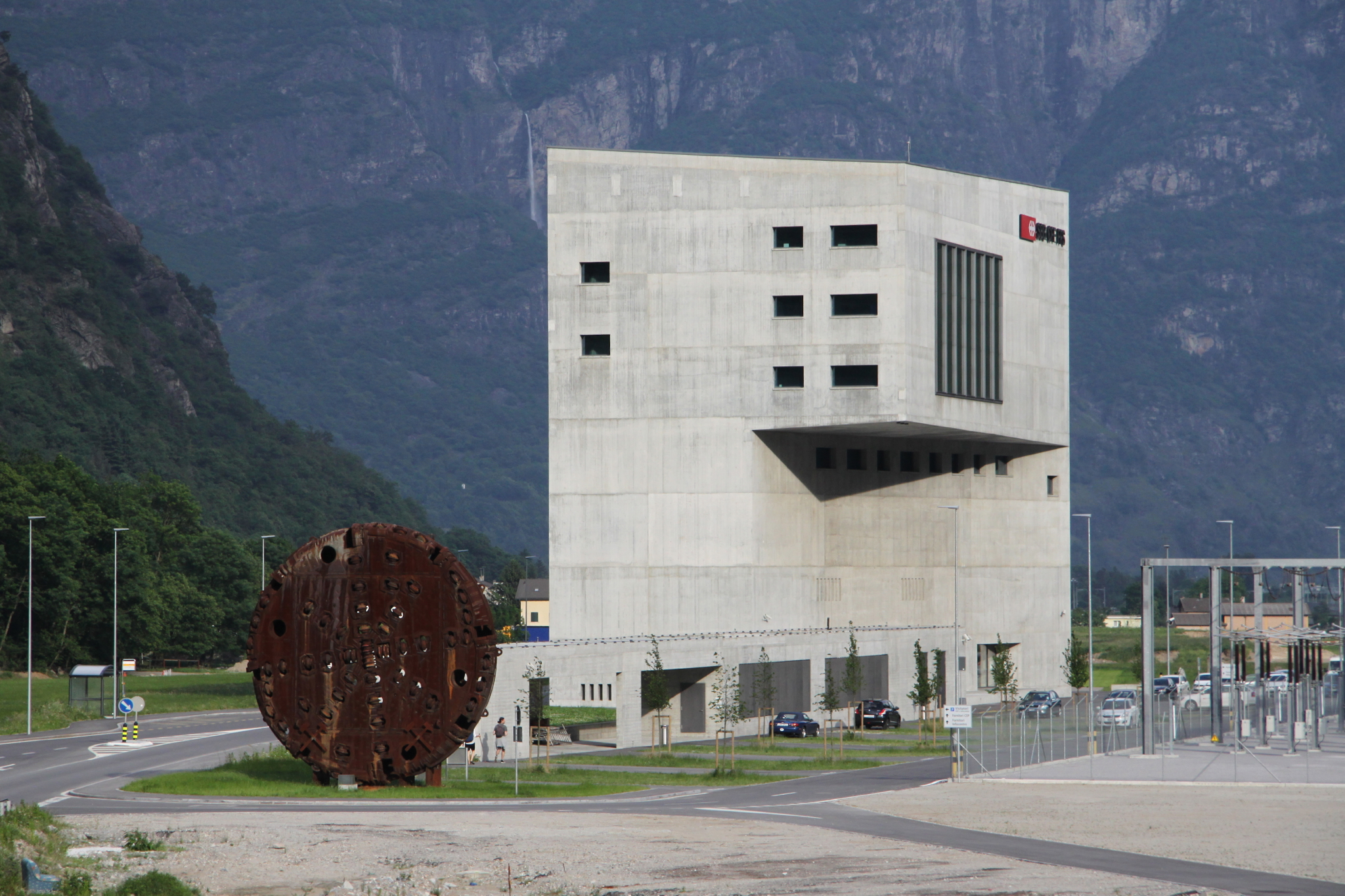
폴레지오 통제 선터(남쪽 포털 근처), 사용된 4개의 TBM 커터머리 중 1대가 전시되어 있다

## 운행

### 이동 시간 단축
|               | 열차 단축 시간 | 열차 단축 시간 | 절약시간 (분) |
| 이전          | 이후           |                | 절약시간 (분) |
| ------------- | -------------- | -------------- | ------------- |
| 밀라노-취리히 | 4:03           | 3:26           | 35분          |
| 루가노-취리히 | 2:41           | 2:08           | 30분          |

## 교통량

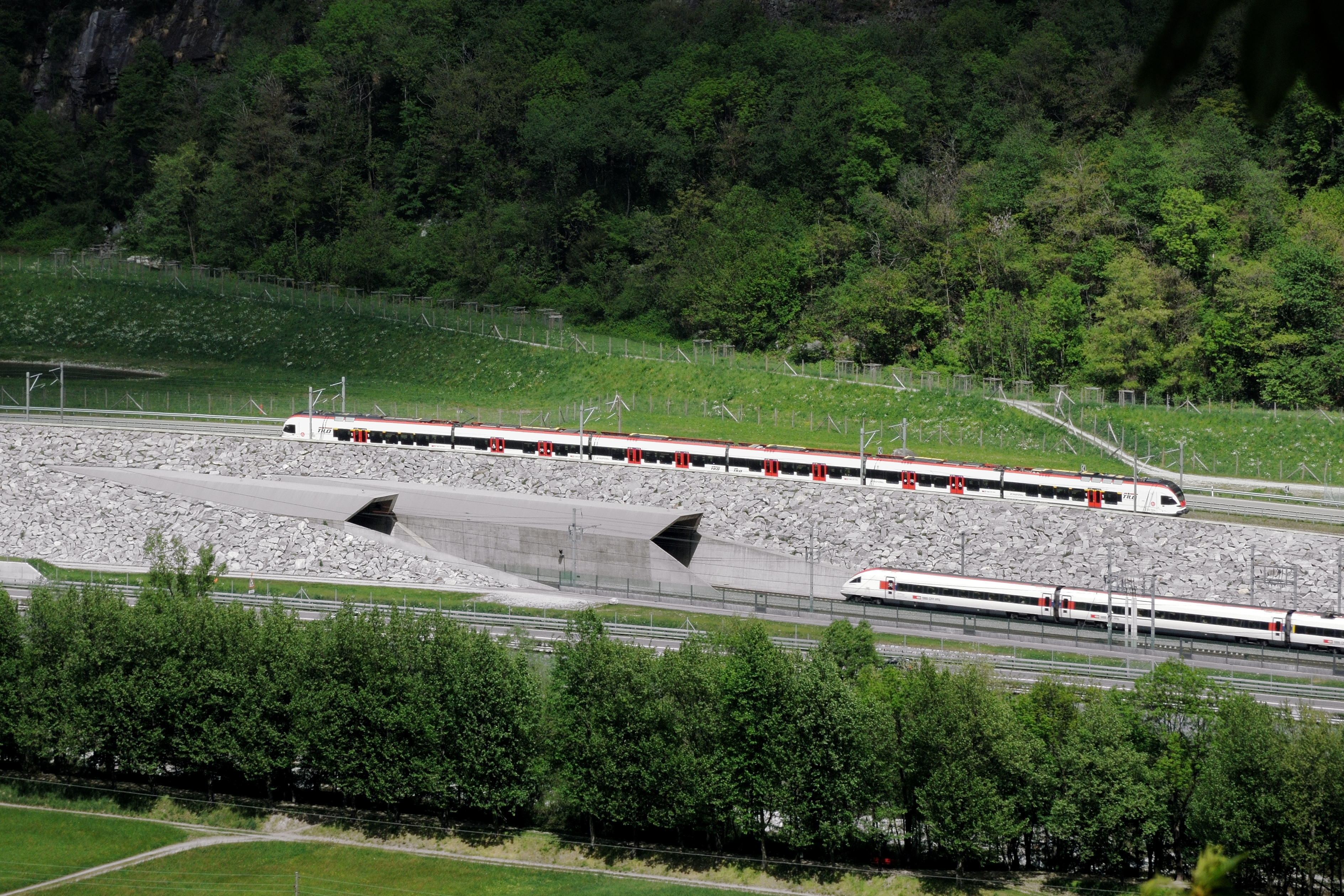
남 포털: 정상선의 인터시티 차량과 레기오날 차량

2016년 6월 1일 개통일 이후 평균 근무일에 130~160대의 열차가 고트하르트 베이스 터널을 통해 운행되었으며, 2019년 3월에 100,000번째 통과를 기록했다. 통로의 약 2/3는 화물열차였고 나머지 할당량은 국내 및 국제 여객열차였다.

### 출차
1일 예상 열차 수는 화물열차 180~260개, 여객열차 50개(2020년부터 65개)였다.

### 여객
터널 개통 후 알파인 횡단선을 넘는 승객이 증가하여 첫 8개월 동안 승객이 230만 명으로 전년 대비 30% 증가했다.
2017년 8월에는 하루 평균 10,400명이 터널을 건넜다. 이탈리아에서 스위스까지 노선을 통한 열차 서비스는 2020년부터 더 빨라질 것으로 예상되며, 체네리 베이스 터널이 개통되어 승객 수가 추가로 증가할 것으로 예상된다. 취리히와 밀라노를 오가는 기차편이 3시 50분에서 2시 45분으로 단축될 계획이다.

### 화물
운영 상반기 동안 매일 120대의 열차로 67,000톤이 터널을 통과했다.

## 같이 보기
- 세이칸 터널
- 채널 터널
- 레르달 터널
- 율현터널

## 참조
1. ↑  교통 수단별별 세계에서 가장 긴 터널은 중국의 광저우 지하철 3호선(60 km)이다. 참조: (프랑스어) Nic Ulmi, "Des trous suisses remplis d'imaginaire" [interview with André Ourednik], Horizons, magazine of the Swiss National Science Foundation and the Swiss Academies of Arts and Sciences, number 118, September 2018, pages 22-23.
2. ↑  지표면 근처에 있는 지하철 터널 제외. 참고: 최장 지하 터널 구간 목록과 최장 터널 목록.